# 처궁좡시역
처궁좡시역(중국어: 车公庄西站)은 중화인민공화국 베이징시 시청구 전람로 가도 처궁좡 대가, 전람관로 교차로에 위치한 베이징 지하철 6호선의 역이다. 2012년 12월 30일 개장하였다.

## 위치
처궁좡시역은 처궁좡 거리(동서 방향)와 전시관 도로(남북 방향)의 교차점에 위치한다.

## 역 구조
처궁좡시역은 양단이 이중층인 지하역사로, 중간 교차로 구간은 단층 분리 섬식 승강장이며, 승강장 서쪽에는 열차의 반환을 위한 차량 건넘선이 있다.
역사의 총 길이는 360.3m, 총 건축 면적은 18,130㎡이며, 출입구는 4개이다. D 출구(남서쪽 출구)는 2015년 10월 25일까지 사용되지 않았다.
역은 모스크바 지하철을 본따 디자인된 것이 특징으로, 대합실에는 인접한 소련식 건물인 베이징 전시관을 연상시키는 거대한 아치형 천장이 있고, 근처의 톈궁 울타리를 연상시키는 마테오 리치를 주제로 한 벽화 '세계를 마주하다'도 마련되어 있다.
| 지면층          | 가도                                 | A-D출입구                         |
| 지하 1층 대합실 | 대합실                               | 고객센터, 자동발권기, 출입 게이트 |
| 지하 2층 승강장 | ←                                    | ■ 6호선 진안차오 방면 (얼리거우)  |
| 지하 2층 승강장 | 분리식 섬식 승강장, 왼쪽 출입문 열림 |                                   |
| 지하 2층 승강장 | →                                    | ■ 6호선 루청 방면 (처궁좡)        |

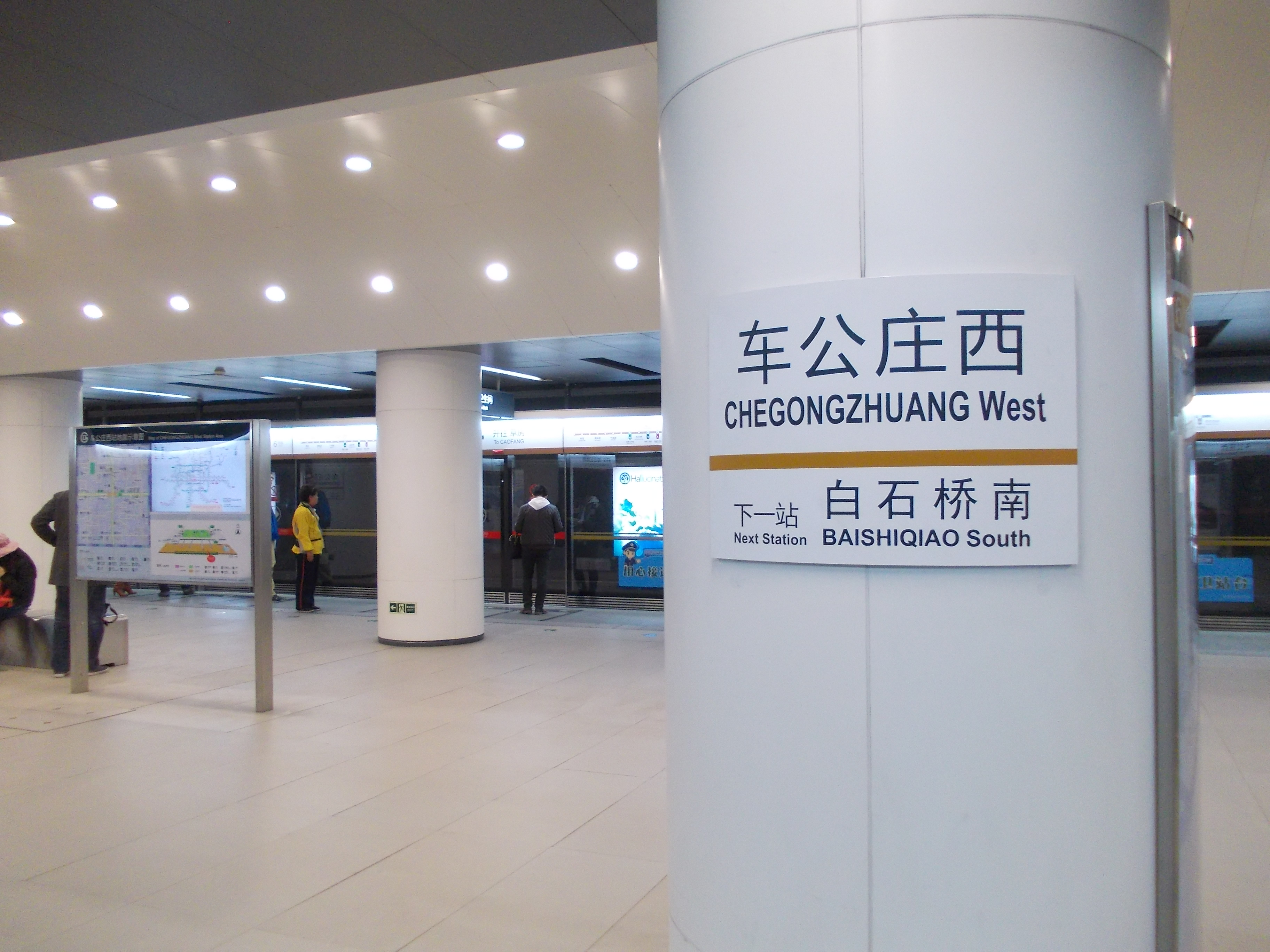
역명판 (2013년 3월 촬영)
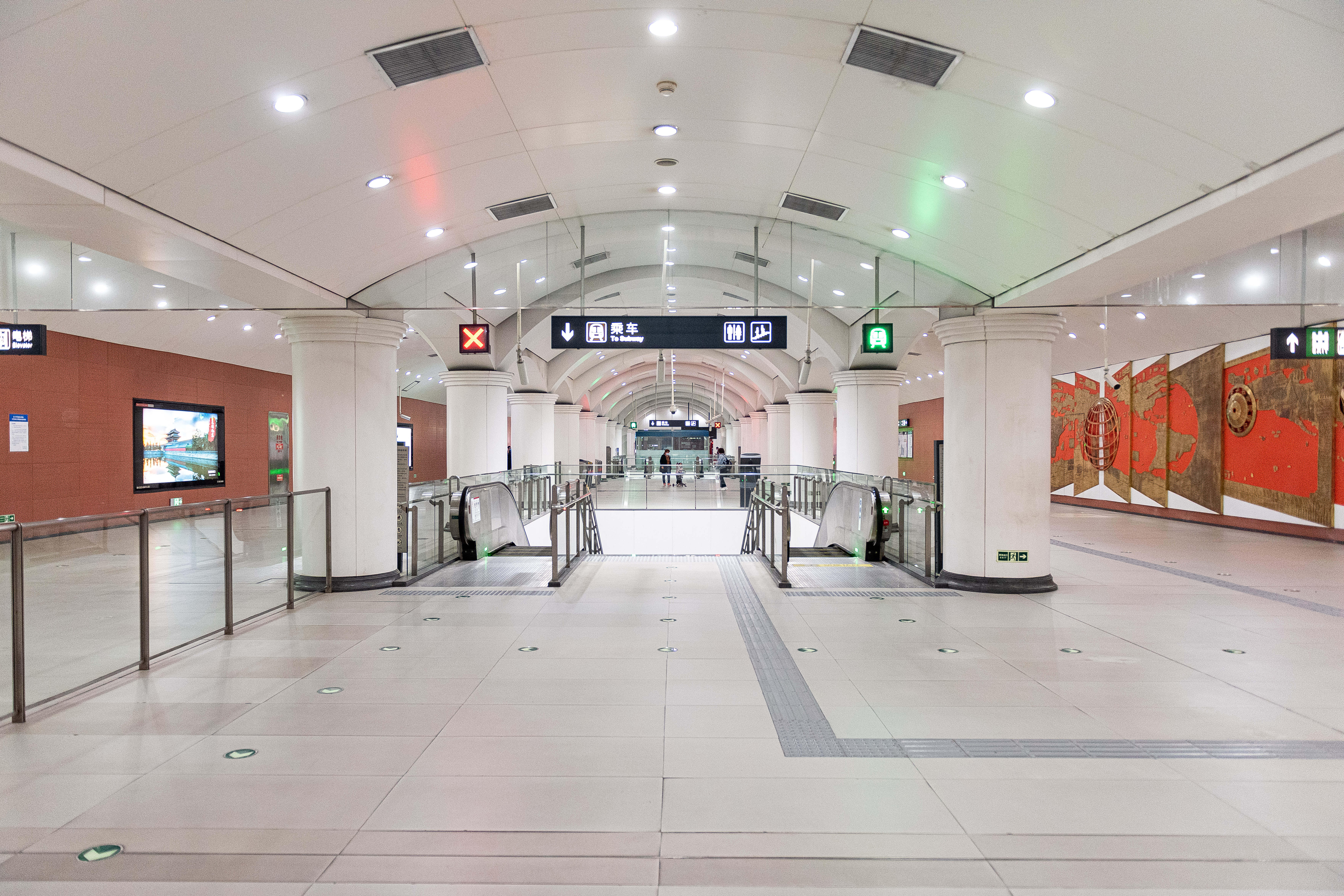
둥근 천장 디자인을 보여주는 대합실(2021년 4월 촬영)
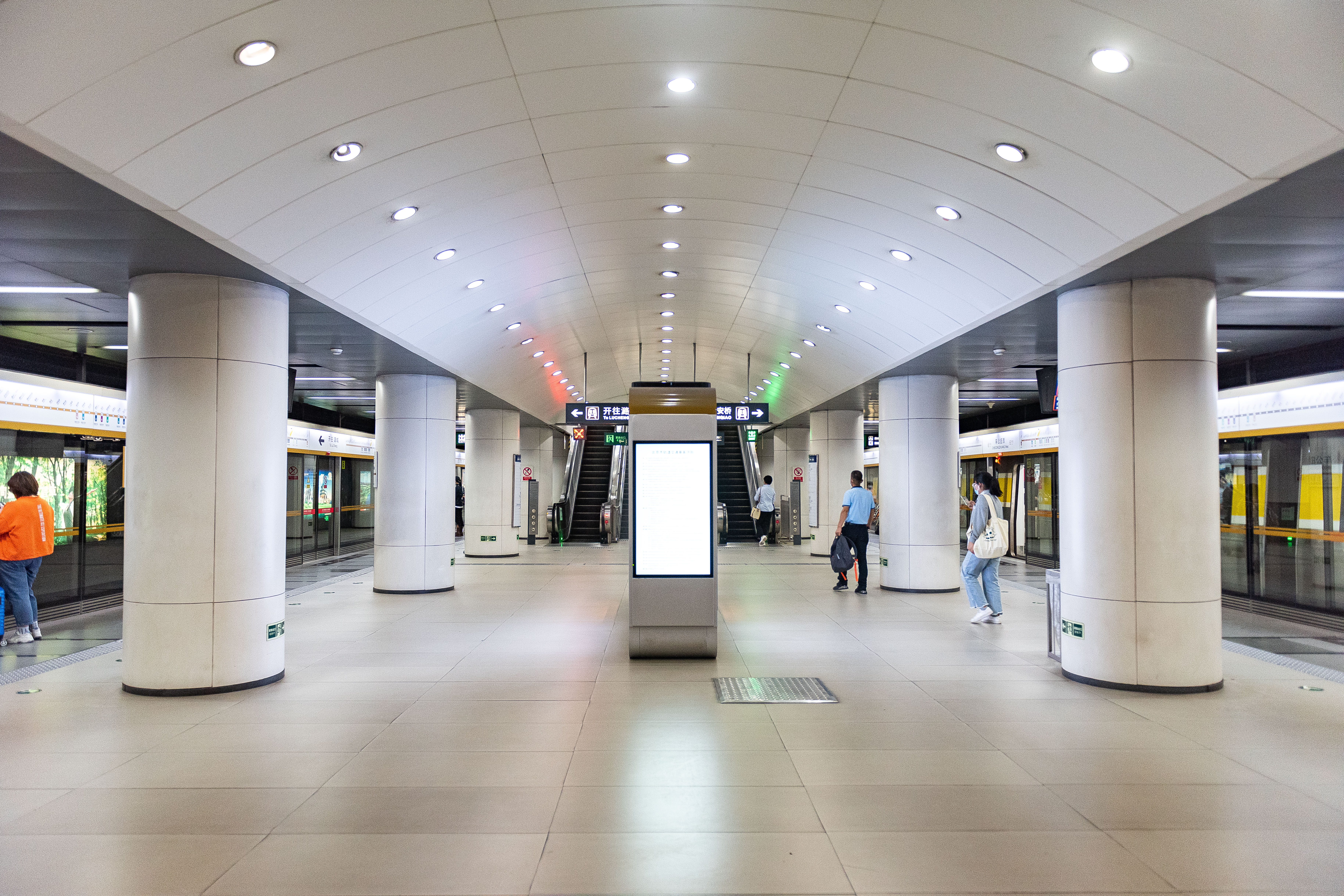
승강장 동쪽 부분 (2021년 9월 촬영)

## 출구
|                         |                         |                    |      |           |
| 출구                    | 지시                    | 목적지             | 사진 | 편의 시설 |
| 出口 · A                | 처궁좡 대가(车公庄大街) | 전람관로(展览馆路) |      |           |
| 出口 · B                | 처궁좡 대가(车公庄大街) | 전람관로(展览馆路) |      | 빈칸      |
| 出口 · C                | 처궁좡 대가(车公庄大街) | 전람관로(展览馆路) |      |           |
| 出口 · D                | 처궁좡 대가(车公庄大街) | 전람관로(展览馆路) |      | 빈칸      |
| 아이콘 설명: 엘리베이터 |                         |                    |      |           |